# نغوين بنه
نغوين بنه هو ضابط وسياسي فيتنامي، ولد في 1906 في الهند الصينية الفرنسية في كوتشينشينا ‏، وتوفي في 1951.